# 伊佐山芳郎
伊佐山芳郎（いさやま よしお、1939年 - ）は、日本の弁護士。1965年中央大学法学部卒業。東京弁護士会所属。「嫌煙権確立を目指す法律家の会」を結成し、喫煙規制を呼びかける。
1980年、国鉄・国・日本専売公社を相手にいわゆる「嫌煙権訴訟」を起こす。列車・飛行機や公共施設などの禁煙分煙化、飲食店などの禁煙席設置を促すきっかけとなる。
1998年に国と日本たばこ産業およびその歴代社長を相手に、たばこが原因による疾病に対する製造物責任を問う「たばこ病訴訟」（正式名称：たばこ病損害賠償等請求事件）を起こす。
日本におけるたばこ問題に関する運動家として渡辺文学らと並び著名である。

## 著書
- 「嫌煙権を考える」（岩波新書1983）
- 「さらば、たばこ社会」（編著,合同出版）
- 「禁煙指導テキスト」（共著,虹出版社）
- 「現代たばこ戦争」（岩波新書1999）
- 「たばこ産業を裁く」（禁煙ジャーナル編,実践社） など。